# The Ghost Ship
The Ghost Ship è un film del 1943 diretto da Mark Robson. Per Robson fu la seconda regia dopo il suo film d'esordio, La settima vittima.

## Produzione
Il film fu prodotto dalla RKO Radio Pictures. Secondo un articolo di Hollywood Reporter dell'agosto 1943, il dottor Jeron Criswell, consulente tecnico del film, era un'autorità sui fenomeni fisici e la percezione extra sensoriale.

## Distribuzione
Il copyright del film, richiesto dalla RKO Radio Pictures, Inc., fu registrato il 10 dicembre 1943 con il numero LP12442.
Distribuito dalla RKO (An R K O Radio Picture), il film fu presentato in prima a New York il 24 dicembre 1943.
La pellicola venne ritirata dalla distribuzione dopo l'accusa di plagio di Samuel R. Golding e Norbert Faulkner contro la casa di produzione che avrebbe usato A Man and His Shadow, un loro lavoro teatrale del 1942, come soggetto per il film. Nell'agosto 1950, la RKO perse la causa: le fu intimato di ritirare il film e di pagare a Faulkner e Golding venticinquemila dollari di danni.